# Olpenitz (Gewässer)
Die Olpenitz ist ein Wasserlauf in den Ortschaften Weidefeld und Olpenitz. Er mündet in die Schlei. 

## Verlauf
Sie entspringt nordwestlich der Ortschaft Weidefeld (Kappeln). Von dort verläuft sie Richtung Norden durch den Ort Olpenitz. Sie unterquert die Ostseestraße und verläuft kurz am Weidefelder Weg. Danach unterquert sie die Olpenitzer Dorfstraße und mündet am Schleusenweg in die Schlei.

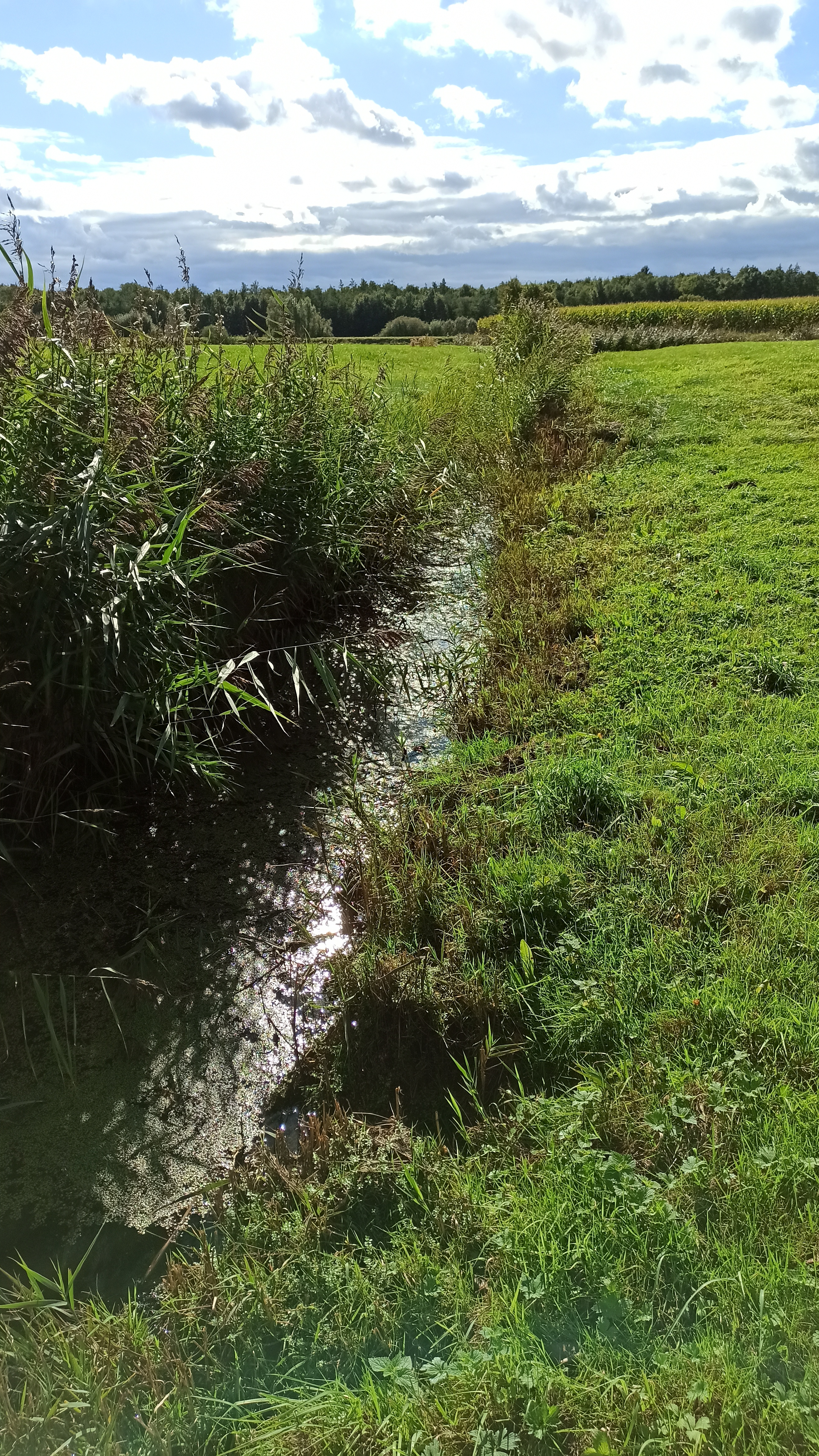
Die Olpenitz an der Olpenitzer Dorfstraße
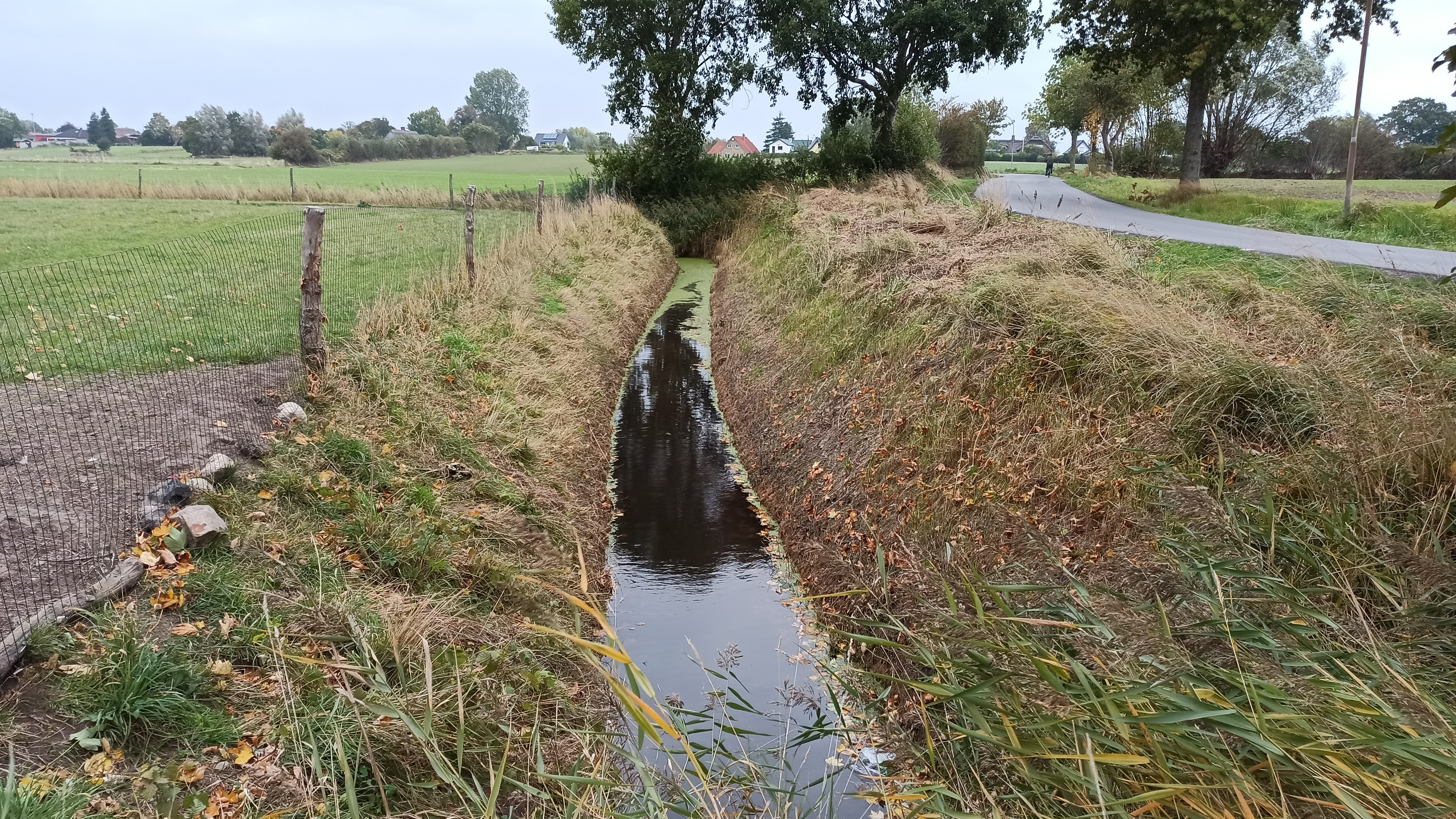
Die Olpenitz am Weidefelder Weg